# Wave Esports
Wave Esports (kurz auch nur WAVE) ist eine europäische E-Sports-Organisation und Lifestylemarke, die im März 2019 gegründet wurde. Wave Esports wurde durch ihr Engagement in Fortnite bekannt, band aber auch Spieler in anderen Disziplinen wie Valorant, League of Legends und Brawl Stars.
Die größten Erfolge durfte Wave dennoch im Battle-Royale-Spiel Fortnite verzeichnen, in dem sie es als erste Organisation Europas schafften, dreimal die Fortnite Champion Series Finals (FNCS) zu gewinnen.

## Geschichte
Wave Esports wurde erstmalig im März 2019 von Maximilian „Annomax“ von Croy ins Leben gerufen. Seine befreundeten Kollegen Cristobal „Criz“ Svoboda Mendez und Lukas „TCK“ Kloss traten daraufhin dem Management bei. Kurze Zeit später wird Ludwig „Luuu“ Kainz als Fortnite Spieler rekrutiert, wechselt aber später ins Management als COO des Unternehmens. Seit 2023 ist Lukas Minkov CEO. Derzeitiger Sponsor ist Logitech und ehemals Red Bull.

## Fortnite
Der E-Sport Verein erlangte dessen größte Aufmerksamkeit durch ihr Engagement im Battleroyal Spiel Fortnite. Ein halbes Jahr nach der Gründung gewann Wave mit dem Spieler Styler den international gewerteten Solo Cash Cup. Es folgten etliche Top-10-Platzierungen bei weiteren Turnieren und der Roster wurde stetig größer. Wave Esports ist bekannt für ihre Jugendarbeit und Scout-Fähigkeiten. Über den Wave Academy Roster schafften es einige Spieler in die Top 100 der Power Rankings Europas. Ein später erfolgreichen Spieler entdeckte Wave Ende Juli 2019: JannisZ. Die Förderung des jungen Spielers machte sich bald bezahlt und so erlangte Wave am 24. Mai 2020 den ersten großen Fortnite-Titel mit JannisZ. Er krönte sich zum FNCS Solo Champion. Im darauffolgenden Jahr wurde er außerdem FNCS Trio Champion, zusammen mit den Teilnehmern Henrik „Hen“ Mclean und Moussa „Chapix“ Faour. Aber auch andere Spieler machten mit guten Platzierungen auf sich aufmerksam. Wave’s Vadeal konnte zusammen mit Noah „Noahreyli“ Rey neben einigen Cash Cups auch das Dreamhack Open im November 2020 gewinnen. Auch das Team Steelix und Francesco „Snagged“ Guerneri schaffte es als Gewinner des im Januar 2021 stattfindenden Dreamhack Opens hervorzugehen. Ein weiterer Akademie Spieler Jurica „Jur3ky“ Risek gewann am 30. Mai 2021, zusammen mit Aleksa „Queasy“ Cvetkovic und Nikola „TruleX“ Krudulj, die Trio FNCS Championships. Jur3ky wurde erst rund einen Monat zuvor in die Wave Academy aufgenommen. Anfang August trennte sich Wave Esports von Jur3ky, nachdem er einem anderen Profi-Spieler mit körperlicher Gewalt gedroht hat. Im April 2022 holte sich Wave ihr Jugendtalent Jannis „JannisZ“ Matwin von Guild Esports zurück und verpflichtete unter anderem Noah „Noahreyli“ Rey. Dieser Fortnite Pro-Roster von Wave hatte zusammen 4 Millionen Follower auf allen Social-Media-Kanälen.
| Nat.        | ID           | Name             | Eintritt   |
| ----------- | ------------ | ---------------- | ---------- |
| Deutschland | Vadeal       | Alexander Schlik | 2020-10-09 |
| Deutschland | Furkan Gücün | futurisch_slice  | 2022-02-24 |
| Deutschland | Glubschi     | Carlo Monti      | 2022-11-25 |

## Counter Strike Global Offensive
Am 14. August 2023 wurde das neue CS:GO Team von Wave Esports angekündigt.
| Nat.        | ID    | Name             | Eintritt   |
| ----------- | ----- | ---------------- | ---------- |
| Deutschland | XCR_  | Marcel Andt      | 2023-08-14 |
| Deutschland | sjN   | Julian Feth      | 2023-08-14 |
| Deutschland | GHOST | Linus Geller     | 2023-09-19 |
| Tschechien  | syncD | David Slovacek   | 2024-01-18 |
| Finnland    | alxc1 | Aleksi Lähevirta | 2024-07-25 |

## Valorant
Als Riot Games im Juni 2020 den neuen Egoshooter Valorant veröffentlichte, formierte Wave Esports als eine der ersten Organisationen mit Raphael „Rebounter“ Wallaschek, Nico „nuggison“ (später nur noch Nico) Neumann, Christopher „bleeshh“ Bledowski und Murat „murii“ Korkmaz den ersten Teil ihres Pro Rosters. Kurze Zeit nach der Veröffentlichung machte das Valorant-Team durch erste Erfolge im deutschsprachigen Raum auf sich aufmerksam. Zwei Monate später konnte beim Nerd Town Bar Series – Final der erste internationale Erfolg gefeiert werden. Nach einem nur mäßig erfolgreichen Sommer kam es im Herbst 2020 zu einem Rosterwechsel. Bleeshh und Rebounter verließen das Team, stattdessen kamen Gianluca „xTribune“Oehme, Sigurd „Zik“ Jensen und Robertas „Carcass“ Mikuckis. Das vollständige 5er Team konnte zwei Monate nach der Neuzusammenstellung den ersten Sieg in einem C-Tier Turnier erringen. Den bislang größten Erfolg konnte das Team beim Match gegen Fnatic feiern. Bei dem über zwei Stunden dauernden Spiel konnte sich Wave mit 2:1 gegen das international höchst erfolgreiche Team von Fnatic durchsetzen und gingen somit als eines der Top 4 Teams der Europe Stage 1 Challengers 1 hervor. Ende Februar 2021 trennte sich Wave von xTribune. Statt ihm kam Mathias „SEIDER“ Seider in das Team. Das neuformierte Team gewann das epic.LAN 32. Es folgten weitere Erfolge im deutschsprachigen Raum, unter anderem auch der Sieg im Kingdom Calling Turnier. Im ersten VRL DACH Split erreichte das Team den 2. Platz. Ende 2022 wurde das Team aufgelöst.

## League of Legends
Im Mai 2021 stellte Wave Esports ihr League of Legends Team vor. Bei dem Team handelte es sich um drei Spieler, die von „ad hoc gaming“ übernommen wurden. Sven „Sven“ Olejnikow (Top Lane), Linas „Lyncas“ Nauncikas (Jungle) und Đức Anh „Eren“ Nguyễn (Mid Lane) spielten schon einige Zeit zusammen. Hinzu kam der Österreicher Jakob „Bung“ Gramm (ADC), der im Frühjahr 2021 mit seiner damaligen Mannschaft noch die PG Nationals gewinnen konnte. Batuhan „Kibah“ Gazier Kibar (Support) vollendeten das 5er Team. Mit Jakob „Jakobobbi“ Waich hatte das Team einen Ersatzspieler und Assistent Coach in einem. Der Head Coach des Teams ist Markus „DeliveryPanda“ Appelhoff, der vor allem für die Förderung von Kreativität und jungen Talenten bekannt ist. Im Jahr 2020 nahm er mit „Gamerlegion“ an beiden EUMaster-Turnieren teil und erreichte im Sommer das Finale. Wave Esports spielte in der deutschen Prime League. 2022 wurde der Slot verkauft und das Team aufgelöst.

## Content Creation
Auch in der Sektion des Entertainments nahm Wave unbekannte Content Creators frühzeitig auf. Mit Fibii wurde 2021 die erste weibliche Streamerin ins Team aufgenommen. Zurzeit besteht das Team aus 5 Streamern.
| Nat         | Id         | Name            | Eintritt   |
| ----------- | ---------- | --------------- | ---------- |
| Deutschland | MrsSpark   | Michelle Harnau | 2023-04-07 |
| Deutschland | Envi       | Lia S.          | 2023-04-07 |
| Deutschland | Snipsska   | Alena Artujanz  | 2023-04-07 |
| Deutschland | Merleperle | Merle Weiler    | 2023-04-07 |
| Deutschland | Chantii    | Marlon K.       | 2021-12-22 |